# Gruttobrug
Gruttobrug is een vaste brug in Amsterdam-Noord.
De brug is gelegen in de Zuiderzeeweg. Ze overspant daarbij de Weersloot. Aangezien deze sloot loopt tussen twee fietspaden is er tevens sprake van een viaduct. Voor degenen die van Amsterdam-Centrum naar Amsterdam-Noord is het na de Amsterdamsebrug en Schellingwouderbrug een klein en onopvallend bouwwerk. 
De brug dateert uit de periode dat Amsterdam-Noord werd ingericht, maar deze brug ligt niet in een woonwijk. De brug wordt namelijk omringd door volkstuincomplexen (Wijkergouw, De Molen, Rust en Vreugd, Tuinwijck), bijna alle grenzend aan het voormalige dorp Schellingwoude. In de jaren tachtig van de 20e eeuw kreeg ze een veel grotere zusterbrug naast zich, de Weerslootbrug in de Rijksweg 10, Ringweg rond Amsterdam.
De Gruttobrug stamt uit 1957 en is ontworpen door Dick Slebos, die toen werkzaam was bij de Dienst der Publieke Werken. De brug is geheel van gewapend beton. De brugpijlers hebben een omgekeerde kelkvorm en zijn met hun poten verankerd in de oevers van de Weersloot. Die pijlers hebben een omgekeerde vorm van wat Dirk Sterenberg bijvoorbeeld gebruikte bij zijn Brug 705, Sterenberg en Slebos werkten af en toe samen.
De brug ging zestig jaar naamloos door het leven, dat wil zeggen alleen met nummer 471. De gemeente Amsterdam vroeg in 2016 aan de Amsterdamse bevolking om mogelijke namen voor dergelijke bruggen. Veel inzendingen werden niet gehonoreerd, maar deze brug kreeg de naam Gruttobrug. Het is een vernoeming naar de grutto (Limosa limosa), ooit een veelvuldig voorkomende vogel hier, maar waarvan het bestand in de 21e eeuw terugliep, juist door habitatverlies. 

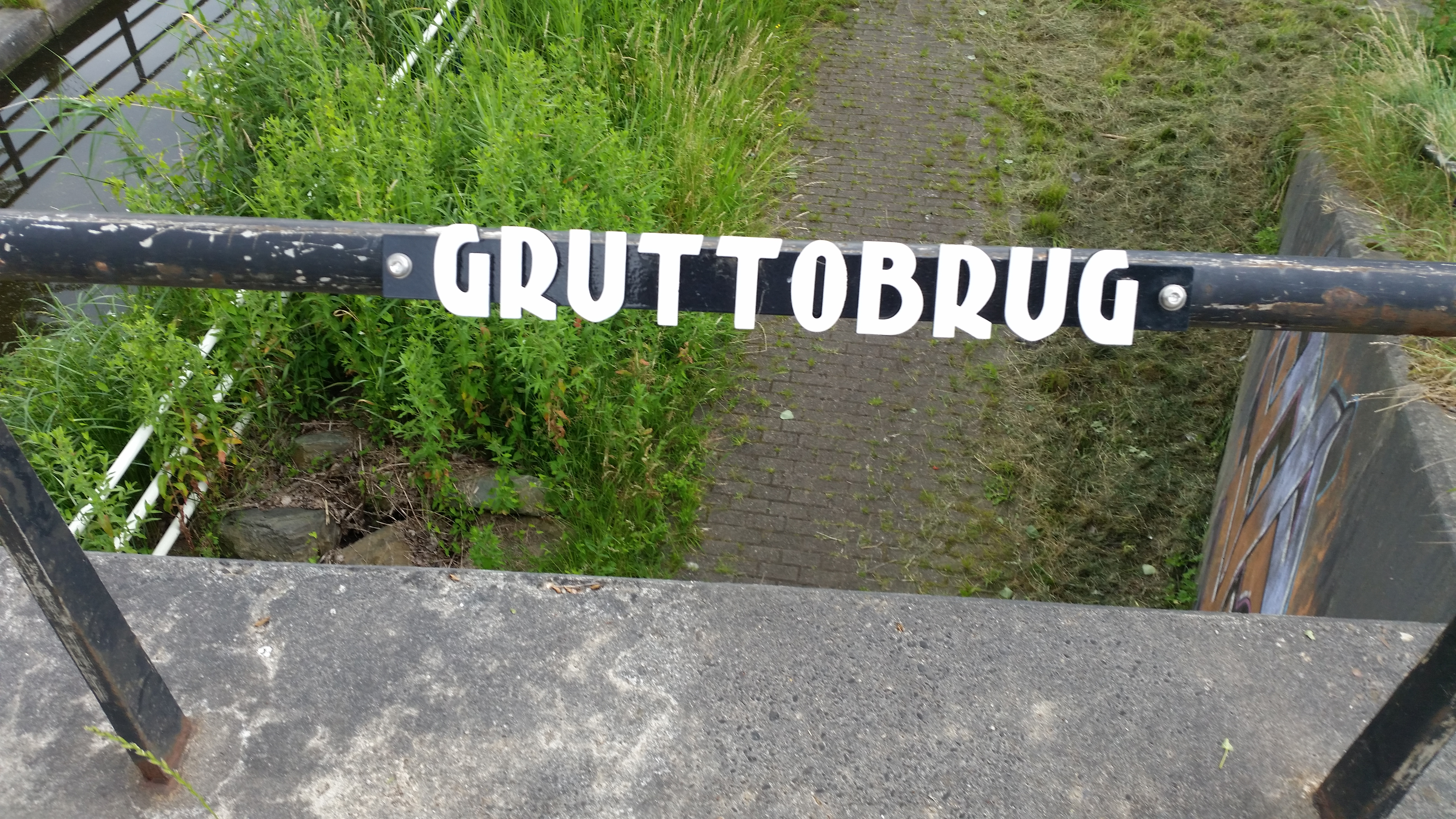
Naamplaat van de brug (juni 2018)

<<< · 400 · 401 · 402 · 403 · 404 · 405 · 406 · 407 · 408 · 409 · 410 · 411 · 413 · 414 · 415 · 416 · 417 · 418 · 419 · 420 · 421 · 422 · 423 · 424 · 425 · 427 · 429 · 430 · 431 · 432 · 433 · 434 · 435 · 436 · 437 · 438 · 439 · 440 · 441 · 442 · 443 · 444 · 445 · 446 · 447 · 448 · 449 · 450 · 451 · 452 · 453 · 454 · 455 · 456 · 457 · 458 · 459 · 460 · 461 · 462 · 463 · 464 · 465 · 466 · 469 · 470 · 471 · 472 · 473 · 474 · 475 · 476 · 478 · 479 · 480 · 482 · 483 · 485 · 486 · 487 · 488 · 489 · 490 · 491 · 492 · 493 · 494 · 495 · 496 · 497 · 499 · >>>
Brugnummers 412, 426, 428, 467, 468, 477, 481, 484 en 498 zijn niet (meer) vergeven.